# Liste der Biografien/Gek
Liste der Biografien |
Portal Biografien |
Personensuche
# |
A |
B |
C |
D |
E |
F |
G |
H |
I |
J |
K |
L |
M |
N |
O |
P |
Q |
R |
S |
T |
U |
V |
W |
X |
Y |
Z |
?
 
Ga |
Gb |
Gc |
Gd |
Ge |
Gf |
Gh |
Gi |
Gj |
Gk |
Gl |
Gm |
Gn |
Go |
Gp |
Gq |
Gr |
Gs |
Gu |
Gv |
Gw |
Gy |
Gz
 
Gea |
Geb |
Gec |
Ged |
Gee |
Gef |
Geg |
Geh |
Gei |
Gej |
Gek |
Gel |
Gem |
Gen |
Geo |
Gep |
Ger |
Ges |
Get |
Geu |
Gev |
Gew |
Gex |
Gey |
Gez
Die Liste der Biografien führt alle Personen auf, die in der deutschsprachigen Wikipedia einen Artikel haben. Dieses ist eine Teilliste mit 14 Einträgen von Personen, deren Namen mit den Buchstaben „Gek“ beginnt.

## Gek

### Geka
- Gekas, Bill (* 1973), australischer Fotograf
- Gekas, George (1930–2021), US-amerikanischer Politiker
- Gekas, Theofanis (* 1980), griechischer FußballspielerTheofanis Gekas (* 1980)

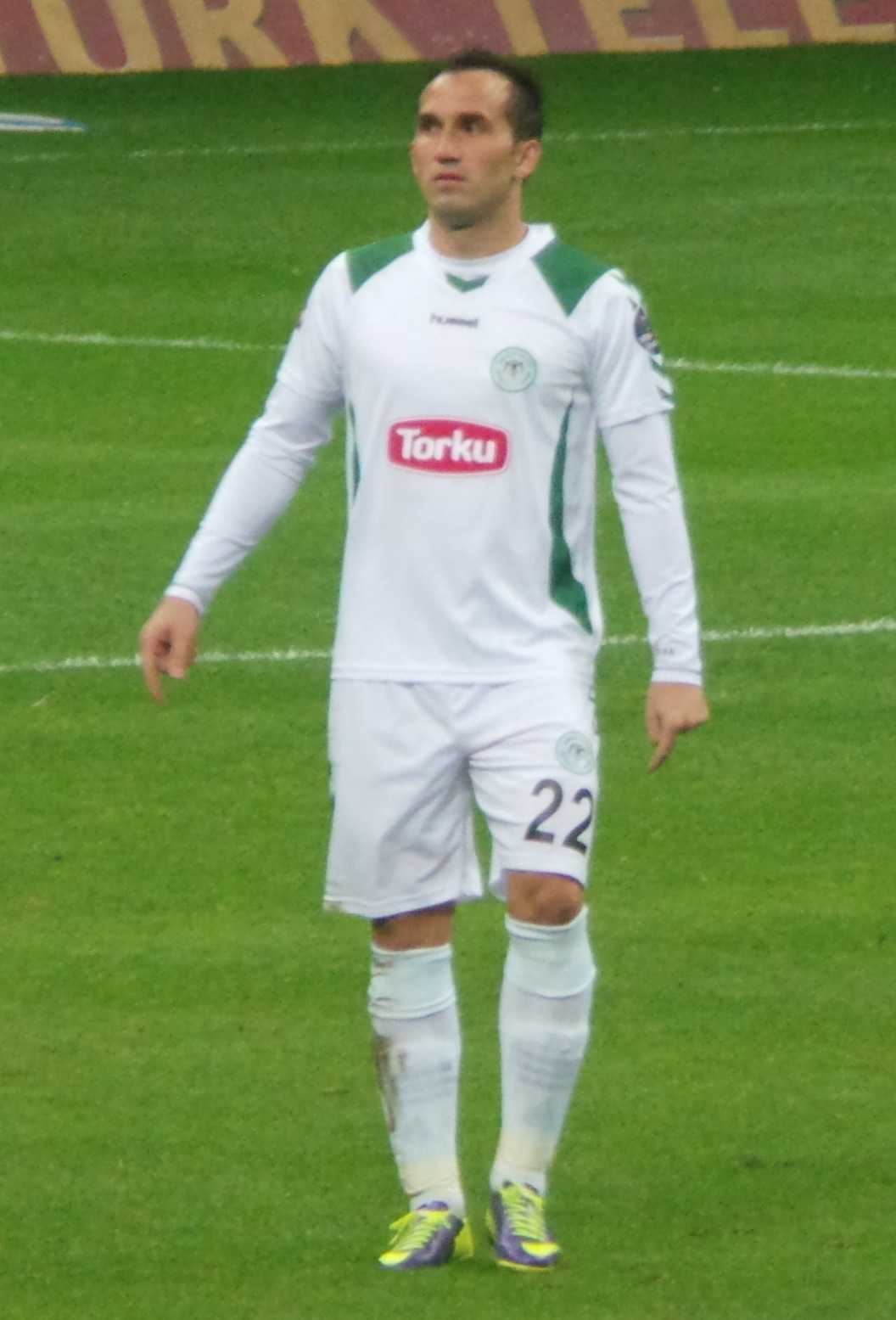
Theofanis Gekas (* 1980)

### Geke
- Geke, Tanja (* 1971), deutsche Schauspielerin, Sängerin und Hörbuch- und Synchronsprecherin
- Gekeler, Ernst-Ulrich (* 1951), deutscher Mathematiker
- Gekeler, Hans (1930–2010), deutscher Grafikdesigner, Farbtheoretiker und Hochschullehrer
- Gekeler, Manfred W. (* 1951), deutscher Elektrotechniker und Hochschullehrer
- Gekeler, Otto (1913–1999), deutscher Volkswirt

### Geki
- Gekić, Kemal (* 1962), serbischer Pianist
- Gekiere, Lucien (1912–1990), belgischer Komponist und Dirigent

### Gekk
- Gekker, Anatoli Iljitsch (1888–1937), russischer und sowjetischer Offizier
- Gekkijew, Saur Dalchatowitsch (* 1961), russischer Politiker und Staatsmann

### Gekl
- Gekle, Helmut (* 1959), österreichischer Autor

### Geko
- Gekoski, Rick (* 1944), britischer Schriftsteller, Verleger und Buchhändler